# İsmayıl xan Ziyadxanov

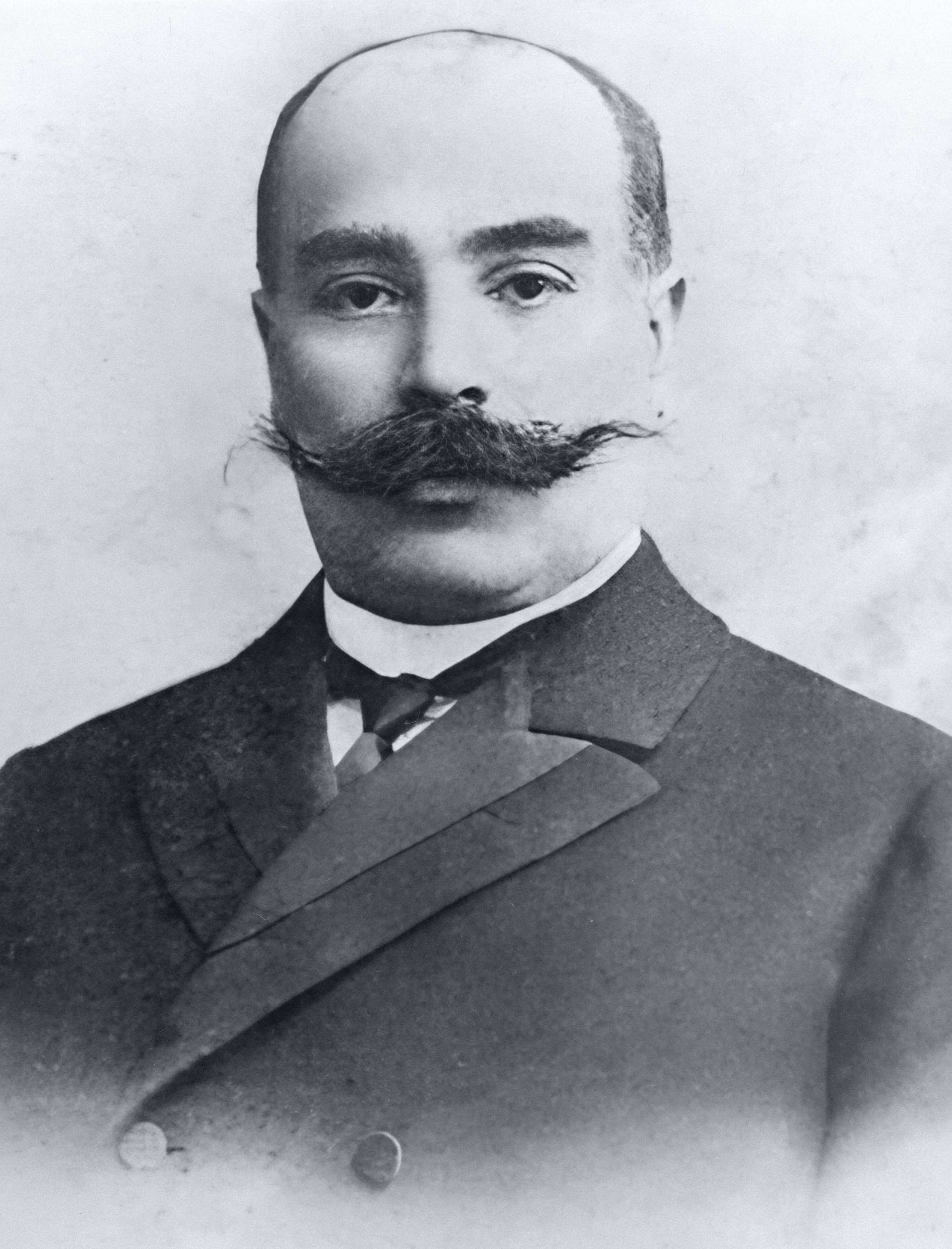
İsmayıl Xan Ziyadxanov

İsmayıl xan Əbülfət xan oğlu Ziyadxanov (eingedeutscht Ismail Chan Sijadchanow; * 15. August 1867 in Elisawetpol, Gouvernement Tiflis, Russisches Kaiserreich, heute Gəncə; † 1920 in Gəncə, Sowjetaserbaidschan) war ein aserbaidschanischer Politiker und Staatsmann.

## Werdegang
Ziyadxanov war in eine Adelsfamilie hineingeboren. Seine Vorfahren stammten aus der Khan-Dynastie Ziyad oglu in Gəncə (nach der russischen Eroberung 1804 in Elisawetpol umbenannt), die mit der Etablierung der russischen Herrschaft in Aserbaidschan Anfang des 19. Jahrhunderts den Nachnamen Ziyadxanov annahmen.
Seine allgemeine Schulausbildung erwarb Ziyadxanov im Männergymnasium von Elisawetpol. 1893 absolvierte er die juristische Fakultät der Lomonossow-Universität Moskau. Nach dem Studium arbeitete er einige Jahre als stellvertretender Rechtsanwalt im Bezirksgericht von Tiflis. 1905 gehörte Ziyadxanov zu den Gründern der geheimen politischen Organisation “Difai”, deren Ziel darin bestand, die aserbaidschanische Bevölkerung gegen die Übergriffe der armenischen Nationalisten zu schützen.
Vom April bis Juli 1906 saß Ziyadxanov als Abgeordneter in der 1. Russischen Duma, einer gesetzgebenden Versammlung, die nach der Russischen Revolution 1905 einberufen worden war. Als diese vom Zaren Nikolaus II. aufgelöst wurde, war Ziyadxanov einer der Initiatoren und Unterzeichnern des Wyborger Manifests, das die Bevölkerung zum Widerstand gegen den Zaren aufrief. Nach dem Misserfolg dieser Kampagne wurde Ziyadxanov von der zaristischen Regierung zu drei Monaten Haft verurteilt. Er durfte nicht mehr in die Duma gewählt werden.
Nach der Februarrevolution 1917 wurde Ziyadxanov auf Beschluss des Exekutivkomitees von Gəncə zum Polizeichef der Stadt ernannt. Im März 1918 befehligte er die bewaffneten Einheiten, die gegen die Bolschewiki und die armenischen Nationalisten in Şamaxı und Göyçay kämpften.
Ziyadxanov war an der Etablierung der Demokratischen Republik Aserbaidschan am 28. Mai 1918 entscheidend beteiligt. Vom Oktober 1918 bis März 1919 bekleidete er im zweiten Regierungskabinett von DRA das Amt des Kommissars für militärische Angelegenheiten. 1919 gehörte er zur diplomatischen Mission der DRA in den Iran, um Verhandlungen mit dem Schah-Regime zu führen und diplomatische Beziehungen aufzunehmen.
Nach der Auflösung der DRA durch Sowjets am 28. April 1920 nahm Ziyadxanov am antisowjetischen Aufstand in Gəncə teil. Die Revolte wurde von der Roten Armee blutig niedergeschlagen. Ziyadxanov wurde festgenommen und nach einem kurzen Prozess erschossen.